# Théâtre du Cothurne
 (juin 2020).
Si vous disposez d'ouvrages ou d'articles de référence ou si vous connaissez des sites web de qualité traitant du thème abordé ici, merci de compléter l'article en donnant les références utiles à sa vérifiabilité et en les liant à la section « Notes et références ».
Le Théâtre du Cothurne est un théâtre de poche situé rue des Marronniers dans le 2e arrondissement de Lyon.

## Histoire
En 1952, Roger Planchon crée le Théâtre de la Comédie au numéro 3bis de la rue des Marronniers, dans un ancien atelier de serrurerie. La salle disposait de 90 places.
Roger Planchon y met en scène des auteurs classiques (Shakespeare, Calderon, Kleist), mais aussi des auteurs contemporains : Bertolt Brecht, Roger Vitrac, Ionesco, Michel Vinaver, Arthur Adamov.
Après son départ en janvier 1957 pour le TNP à Villeurbanne, Marcel Maréchal prendra la suite en y installant le Théâtre du Cothurne. 
De nombreux acteurs y ont fait leurs classes (Pierre Arditi, Catherine Arditi, Marcel Bozonnet, Maurice Bénichou ou Bernard Ballet…). 
En 1986, le petit théâtre est transformé en cinéma : le CNP Bellecour, et la salle est maintenant ouverte sur la rue de la Barre. 
La rue des Marronniers est devenue piétonne et pavée à la fin du XXe siècle, célèbre pour ses nombreux restaurants, les bouchons lyonnais.
En 2008, il existe toujours un Théâtre des Marronniers, mais il est maintenant installé au numéro 7.
Avec la troupe du Théâtre du Cothurne, Marcel Maréchal créera (mise en scène) : 
- Devant la porte de Wolfgang Borchert
- 1958 : Le Bal des voleurs de Jean Anouilh
- 1959 : L'Ombre de la ravine de John Millington Synge
- 1960 : Oraison de Fernando Arrabal
- 1961 : Les Impromptus de René de Obaldia
- 1961 : L'Amant militaire de Carlo Goldoni
- 1961 : Faux Jour de Christopher Fry
- 1961 : Théâtre pour rire : comédie drôle ou drôle de comédie
- 1963 : Le Cavalier seul de Jacques Audiberti
- 1964 : Le Général inconnu de René de Obaldia
- 1964 : Fin de partie de Samuel Beckett
- 1965 : Elocoquente de Georges Limbour
- 1965 : Tamerlan de Christopher Marlowe
- 1965 : Badadesques de Jean Vauthier
- 1965 : L'Opéra du monde de Jacques Audiberti
- 1966 : Les Chaises d'Eugène Ionesco
- 1966 : 1000 Francs de récompense de Marcel Maréchal et Bernard Ballet d'après Victor Hugo, Théâtre des Célestins
- 1966 : Capitaine Bada de Jean Vauthier
- 1967 : Cripure de Louis Guilloux (dernière création avant l'installation de la troupe au Théâtre du Huitième, à Lyon)